# Martin Vinnicombe
James Martin Vinnicombe (Melbourne, 5 dicembre 1964) è un ex pistard australiano.

## Palmarès

### Olimpiadi
- 1 medaglia:
  - 1 argento (Seul 1988 nel km a cronometro)

### Mondiali dilettanti
- 5 medaglie:
  - 1 oro (Vienna 1987 nel km a cronometro)
  - 3 argenti (Colorado Springs 1986 nel km a cronometro; Lione 1989 nel km a cronometro; Maebashi 1990 nel km a cronometro)
  - 1 bronzo (Bassano del Grappa 1985 nel km a cronometro)

### Giochi del Commonwealth
- 2 medaglie:
  - 2 ori (Edimburgo 1986 nel cronometro; Auckland 1990 nel cronometro)